# Thermae Romae (film)
Thermae Romae (テルマエ・ロマエ?, Terumae Romae) è un film giapponese del 2012, diretto da Hideki Takeuchi e prodotto da Fuji TV.
Il soggetto è tratto dal manga omonimo scritto da Mari Yamazaki, con il famoso attore Hiroshi Abe nei panni del protagonista Lucius Modestus e la popolare idol Aya Ueto nelle vesti di Mari Yamakoshi.
Girato principalmente a Cinecittà, usando gli stessi fondali utilizzati per altre produzioni europee ed americane incentrate sull'Antica Roma (su tutti, la popolare serie TV Roma), annovera un cast misto di attori italiani e giapponesi, ed è stato presentato in anteprima mondiale al Far East Film Festival di Udine del 2012.
Il film ha avuto un seguito, Thermae Romae II, uscito nel 2014.

## Trama
128 d.C.
Lucius Modestus è un architetto di terme da molti considerato ormai sul viale del tramonto, in quanto incapace di creare dei progetti in grado di tenere il passo coi tempi e risultare interessanti per il pubblico.
Mentre è in cerca di ispirazione immerso in una vasca, l'architetto finisce travolto da uno strano gorgo grazie al quale, come per incanto, finisce in un bagno pubblico del Giappone contemporaneo, guardato con stupore dal gruppo di arzilli vecchietti intenti a lavarsi.
Convinto di essere finito in mezzo ad una qualche tribù a lui sconosciuta, che lui chiama Occhi Allungati o Facce Piatte, Lucius si rende ben presto conto di come la loro conoscenza dell'arte delle terme sia molto più progredita della sua, e facendo tesoro di quanto appreso una volta tornato a Roma misteriosamente come ne era partito l'architetto riadatta le sue terme preferite, le quali ottengono un successo travolgente.
Da questo momento, iniziano per Lucius una serie di viaggi avanti e indietro nel tempo, grazie ai quali acquisisce un sempre maggior sapere sui bagni pubblici giapponesi che può quindi applicare, per quanto possibile, alla sua epoca di provenienza; tuttavia, oltre che con le terme, i suoi viaggi si rivelano ben presto collegati anche alla giovane Mari Yamakoshi, un'aspirante mangaka che si è trasferita a Tokyo dalla provincia per inseguire il proprio sogno, ma i cui lavori vengono sistematicamente stroncati dalla sua vampiresca editrice.
Le straordinarie innovazioni apportate da Lucius all'arte delle terme attraggono ben presto l'attenzione dell'imperatore Adriano, il quale comincia a commissionargli opere sempre più difficili e maestose, il tutto al fine di creare le terme perfette, in grado di portare talmente tanta felicità ai cittadini di Roma da sopire la sete di sangue e conquiste dell'Impero.
Seppur costretto ad ingoiare il proprio orgoglio, Lucius utilizza il proprio dono per viaggiare a più riprese nel futuro e trovare ispirazione per le proprie idee. In questo modo il legame tra lui e Mari (che nel mentre, anche a causa sua, è stata licenziata dal suo lavoro di impiegata, trovandosi costretta a fare rientro alla locanda gestita dai genitori) si rafforza sempre di più, tanto che la ragazza, avendo capito l'origine del misterioso visitatore, inizia a studiare il latino nella speranza di poter sapere qualcosa di più su di lui.
I lavori che Lucius svolge per conto di Adriano gli permettono anche di entrare a contatto con la spinosa questione che vede l'imperatore impegnato a scegliere il proprio successore tra il saggio Antonino, amico personale dello stesso Lucius, e il cinico e narcisista Ceionio; nel frattempo però, venti di guerra soffiano sull'Impero, e Adriano è costretto a raggiungere il fronte del Danubio per occuparsi di persona di una rivolta presso le tribù germaniche.
Poco dopo essere partito, però, Adriano scrive a Lucius, informandolo di aver scelto Ceionio come suo successore, ed incaricando l'architetto di costruire delle nuove terme per celebrare la nomina del prossimo sovrano.
A causa di un attentato alla sua vita ad opera di un architetto rovinato dal successo del rivale, Lucius affronta un nuovo viaggio in Giappone, dove viene a conoscenza delle proprietà benefiche dell'acqua sulfurea, e questa volta, seppur per errore, al suo ritorno a Roma finisce per portare con sé anche Mari. Tuttavia, poco dopo aver fatto ritorno nella sua epoca, Lucius decide di rifiutare l'ordine di Adriano, disgustato dalla personalità malevola del futuro imperatore, e viene per questo scacciato.
I problemi, però, sono altri: la scelta di Ceionio come prossimo imperatore ha infatti finito per sconvolgere la corretta linea temporale, in quanto al suo posto dovrebbe esservi Antonino, mentre il destino di Ceionio è di essere mandato a governare la Pannonia, dove sarebbe morto di lì a breve colpito dalla tubercolosi.
Saputo questo, e saputo anche che Ceionio non ha alcuna intenzione di divinizzare Adriano dopo la sua morte, Lucius elabora un piano, e fatto ritorno sul Danubio offre ad Adriano la soluzione per ottenere la vittoria sui Germani e nello stesso tempo assicurare il corretto svolgimento della storia; avendo scoperto la presenza di una sorgente di acqua curativa vicino all'accampamento romano, l'architetto convince Adriano a far costruire una stazione termale capace di curare i soldati feriti, millantando però che tutto sia partito da un'idea di Antonino.
La sfida si presenta in un primo momento ardua, poiché gli schiavi e i soldati sono troppo stanchi per realizzare delle vere terme, ma grazie all'apporto di alcuni anziani frequentatori della locanda di Mari finiti anche loro per errore nel passato diviene possibile edificare in breve tempo dei locali in cui praticare dei bagni di vapore, grazie ai quali un esercito romano rinvigorito ottiene una schiacciante vittoria.
Quella notte, mentre il campo festeggia, Lucius e Mari hanno un breve momento di intimità, al termine del quale i due sono costretti a salutarsi, anche se si promettono di trovarsi nuovamente in futuro.
Tornato a Roma, Lucius viene celebrato come un eroe dall'imperatore Adriano (che aveva intuito la verità dietro al piano di Lucius, ma aveva finto di crederci per mettere alla prova la sua determinazione), il quale annuncia oltretutto di aver modificato la propria decisione sulla successione in favore di Antonino, che diviene quindi il nuovo erede al trono.

## Incassi
Il film è stato un successo commerciale in Giappone, dove ha totalizzato un incasso pari a oltre 74 milioni di dollari per tutto il tempo in cui è rimasto nelle sale, risultando il secondo maggior incasso nei cinema giapponesi per il 2012.
Nello stesso anno il film è uscito anche in Nord America ed Hong Kong, ottenendo in questo caso un discreto successo di pubblico, mentre in Italia è uscito nei cinema nel marzo del 2015.

## Sequel
Il film ha avuto un seguito, intitolato Thermae Romae II, uscito in Giappone nel 2014 e attualmente inedito in Italia.

## Riconoscimenti
- 2012 - Far East Film Festival
  - Gelso d'oro a Hideki Takeuchi
- 2013 - Asian Film Critics Association Awards
  - Miglior attore a Hiroshi Abe
- 2013 - Awards Of The Japanese Academy
  - Miglior attore a Hiroshi Abe
  - Nomination Miglior direzione artistica a Mitsuo Harada